# Tillandsia carlsoniae
Tillandsia carlsoniae är en gräsväxtart som beskrevs av Lyman Bradford Smith. Tillandsia carlsoniae ingår i släktet Tillandsia och familjen Bromeliaceae. Inga underarter finns listade i Catalogue of Life.